# Cmentarz Trumpeldor
Cmentarz Trumpeldor (hebr. בית הקברות טרומפלדור, Bejt ha-Kvarot Trumpeldor) nazywany Cmentarzem Starym – nekropolia Tel Awiwu. Cmentarz ma powierzchnię 10,6 akrów, i jest na nim pochowanych około 5 tys. zmarłych.

## Położenie
Cmentarz jest położony w centralnej części miasta tel Awiw, w osiedlu Lew ha-Ir. Znajduje się on pomiędzy ulicami Trumpeldor, Hovevei Tsiyon, Bograshov i Pinsker. Główne wejście znajduje się od strony ulicy Trumpeldor.

## Historia

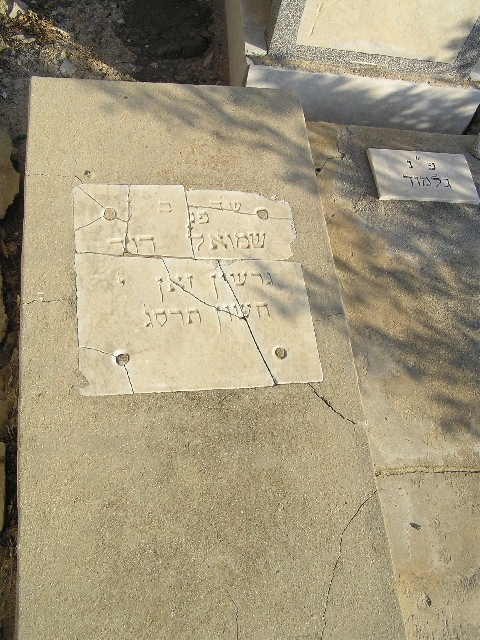
Pierwszy grób na cmentarzu

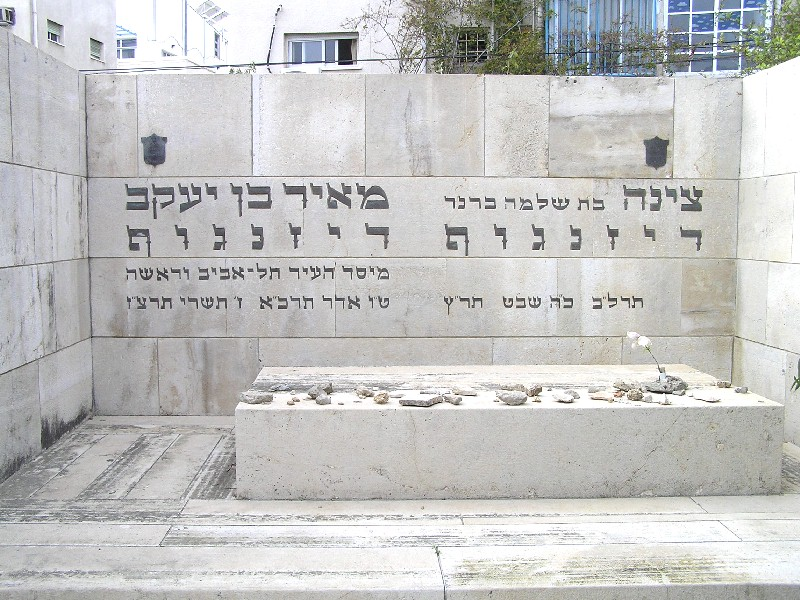
Grób pierwszego burmistrza Tel Awiwu, Meir Dizengoffa

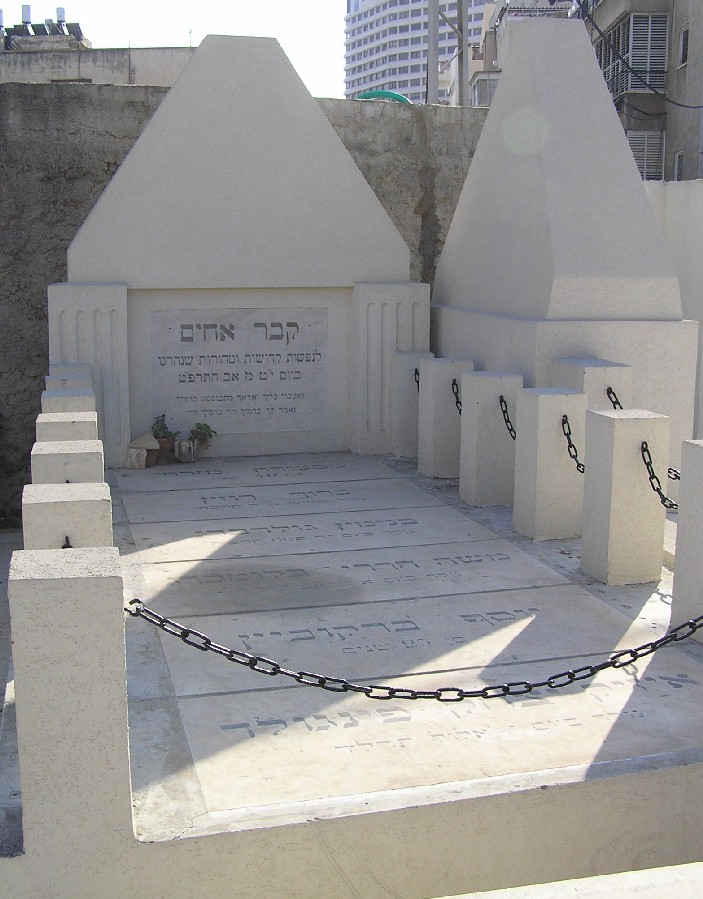
Pomnik na masowej mogile ofiar arabskich zamieszek z 1929

W 1902 w Egipcie wybuchła epidemia cholery, która bardzo szybko rozprzestrzeniła się na tereny Palestyny, będącej wówczas częścią Imperium osmańskiego. Gdy zaczęli masowo umierać mieszkańcy Jafy, tureckie władze zabroniły chować zmarłych na cmentarzu położonym w środku miasta. Przywódca społeczności żydowskiej w osiedlu Newe Cedek, Shimon Rokach, zwrócił się do władz z prośbą o wydanie zgody na utworzenie cmentarza żydowskiego. Władze dały mu zezwolenie i przekazały działkę o powierzchni 12 hektarów, która nadal pozostawała własnością rządu. Działka znajdowała się daleko poza ówczesnymi granicami miasta Jafy.
Cmentarz został założony w październiku 1902. Pierwsze groby zostały wykopane daleko od siebie. Uczyniono tak, aby tworzyć fakty na ziemi i zajmować cała powierzchnię cmentarza żydowskiego. Pierwszym zmarłym pochowanym na cmentarzu był Samuel David Gershin-Zane. Pochowano go w północno-wschodnim narożniku cmentarza. Natomiast drugiego zmarłego – Berambarag Nyshkea – pochowano przy północnej granicy cmentarza (przy obecnej ulicy Tiberias). Z tego pierwszego okresu pochodzi wiele bezimiennych grobów, w których chowano zmarłych podczas epidemii.
Do 1932 był to jedyny cmentarz w Tel Awiwie. Bardzo szybko został on jednak przepełniony i w 1932 otworzono cmentarz Nachalat Jicchak, położony we wschodniej części miasta. Na starym cmentarzu chowano jeszcze osoby, które wcześniej wykupiły grunt na pochówek (obecnie ceny sięgają 100 tys. szekli).

## Pochowani na Cmentarzu Trumpeldor
Na cmentarzu Trumpeldor zostali pochowani liczni wybitni przedstawiciele kultury, nauki i historii tak miasta, jak i państwa Izrael. Pochowano tutaj większość z pierwszych założycieli miasta Tel Awiw, w tym:
- Shimon Rokach – założyciel osiedla Newe Cedek i cmentarza Trumpeldor.
- Max Brod – izraelski pisarz i kompozytor, przyjaciel i biograf Franza Kafki,
- Aharon Chelouche – założyciel osiedla Newe Cedek.
- Saul Czernichowski – pisarz żydowski,
- Shoshana Damari – izraelska wokalistka
- Arik Einstein – izraelski piosenkarz i autor piosenek
- Akiva Aryeh Weiss – założyciel miasta Tel Awiw.
- Meir Dizengoff – pierwszy burmistrz Tel Awiwu.
- Chaim Arlosoroff – lider syjonizmu socjalistycznego
- Dr Jehuda Lejb Cohen Cache – założyciel gimnazjum Herzlija.
- Jisra’el Rokach – izraelski inżynier i polityk, wieloletni burmistrz Tel Awiwu
- Ezechiel Danin (Suchowolski)
- Aaron Danin
- Ahuzabit Joyce
- Dr Chaim Hissin
- Josef Eliyahu Chelouche
- Menachem Sheinkin[4]

W południowo-zachodniej części cmentarza zostało pochowanych wielu przywódców politycznych, społecznych i ruchu syjonistycznego. Można tu zobaczyć mauzoleum zbudowane przez rzeźbiarza Abrahama Melnikova na grobie pisarza i przywódcy syjonistycznego Maxa Nordaua. W pobliżu znajdują się groby burmistrza Meira Dizengoffa, przywódcy ruchu robotniczego Chaima Arlosoroffa, poety Chajma Nachmana Bialika, pisarza Aszera Ginsberga i premiera Moszego Szareta. Można tutaj zobaczyć także groby twórcy izraelskiego lotnictwa Dowa Hoza i założyciela Hagany Elijjahu Golomba.
We wschodniej części cmentarza zostali pochowani religijni przywódcy miasta – rabini i przywódcy Chewra Kadisza.

## Pomniki
Przy głównej bramie wejściowej na cmentarz znajdują się masowe groby zabitych Żydów podczas arabskich zamieszek w 1921, 1929 i 1936–1939. Wystawiono tutaj dwa symboliczne pomniki.